# Liolaemus melaniceps
Liolaemus melaniceps — вид ігуаноподібних ящірок родини Liolaemidae. Ендемік Чилі.

## Поширення і екологія
Liolaemus melaniceps є ендеміками острова Чунгунго в регіоні Кокімбо. Вони живуть серед скель, порослих кактусами і чагарниками, на висоті до 30 м над рівнем моря. Є всеїдними.